# Justin Bijlow
Justin Bijlow (* 22. ledna 1998) je nizozemský profesionální fotbalista, který hraje na pozici brankáře za klub Eredivisie Feyenoord a nizozemský národní tým.

## Reprezentační kariéra
Bijlow byl poprvé povolán do seniorského nizozemského týmu v listopadu 2020, ale následně musel odstoupit kvůli zranění. V národním týmu debutoval 1. září 2021 při remíze 1:1 proti Norsku během kvalifikace na Mistrovství světa ve fotbale 2022. V listopadu 2022 trenér Louis van Gaal oznámil, že Bijlow bude součástí týmu na Mistrovství světa ve fotbale 2022 v Kataru, ale neodehrál zde žádný zápas.

## Statistiky

### Klubové
Platí k zápasu hranému 28. května 2023.
| Klub              | Sezóna            | Liga              | Liga   | Liga | Národní pohár | Národní pohár | Kontinentální | Kontinentální | Ostatní | Ostatní | Celkově | Celkově |
| Klub              | Sezóna            | Divize            | Zápasy | Góly | Zápasy        | Góly          | Zápasy        | Góly          | Zápasy  | Góly    | Zápasy  | Góly    |
| ----------------- | ----------------- | ----------------- | ------ | ---- | ------------- | ------------- | ------------- | ------------- | ------- | ------- | ------- | ------- |
| Feyenoord         | 2017/18           | Eredivisie        | 3      | 0    | 0             | 0             | 0             | 0             | 0       | 0       | 3       | 0       |
| Feyenoord         | 2018/19           | Eredivisie        | 16     | 0    | 0             | 0             | 1             | 0             | 1       | 0       | 18      | 0       |
| Feyenoord         | 2019/20           | Eredivisie        | 7      | 0    | 3             | 0             | 0             | 0             | –       | –       | 10      | 0       |
| Feyenoord         | 2020/21           | Eredivisie        | 14     | 0    | 0             | 0             | 3             | 0             | 2       | 0       | 19      | 0       |
| Feyenoord         | 2021/22           | Eredivisie        | 22     | 0    | 1             | 0             | 12            | 0             | –       | –       | 35      | 0       |
| Feyenoord         | 2022/23           | Eredivisie        | 25     | 0    | 1             | 0             | 8             | 0             | –       | –       | 34      | 0       |
| Feyenoord         | Celkově           | Celkově           | 87     | 0    | 5             | 0             | 24            | 0             | 3       | 0       | 119     | 0       |
| Celkově v kariéře | Celkově v kariéře | Celkově v kariéře | 87     | 0    | 5             | 0             | 24            | 0             | 3       | 0       | 119     | 0       |

### Reprezentační
Platí k zápasu hranému 18. června 2023.
| Národní tým | Rok     | Zápasy | Góly |
| ----------- | ------- | ------ | ---- |
| Nizozemsko  | 2021    | 6      | 0    |
| Nizozemsko  | 2022    | 0      | 0    |
| Nizozemsko  | 2023    | 2      | 0    |
| Celkově     | Celkově | 8      | 0    |

## Úspěchy
Feyenoord
- Eredivisie: 2016/17, 2022/23
- KNVB Cup: 2017/18
- Johan Cruyff Shield: 2017, 2018
- Poražený finalista Evropské konferenční ligy UEFA: 2021/22

Individuální
- Tým turnaje Mistrovství Evropy ve fotbale hráčů do 19 let: 2017
- Hráč měsíce Eredivisie: duben 2021